# Al-Hurrijja (Hama)
Al-Hurrijja (arab. الحرية) – miejscowość w Syrii, w muhafazie Hama. W 2004 roku liczyła 2525 mieszkańców.